# Сушенцов, Андрей Андреевич
Андрей Андреевич Сушенцов (род. 8 июня 1983) — российский историк, политолог-международник, американист. Специализируется на внешней политике США в международных конфликтах. Декан Факультета международных отношений МГИМО (с 2021 года). Директор консалтингового агентства МГИМО «Евразийские стратегии». Кандидат политических наук, доцент. Член Научного совета при Совете Безопасности (с 2024 года). 

## Биография
Родился в 1983 году в Оренбурге в семье военных инженеров. Детство прошло на космодроме Байконур, где служил отец.
В 2005 году с отличием окончил Исторический факультет МГУ имени М. В. Ломоносова по Кафедре новой и новейшей истории (спецсеминар д.и.н., проф. А. С. Маныкина по истории и теории международных отношений).
В 2010 году окончил аспирантуру МГИМО и защитил диссертацию по теме «Политическая стратегия США в международных конфликтах 2000-х годов (на примере ситуаций в Афганистане и Ираке)», подготовленную под научным руководством д.полит.н., проф. А. Д. Богатурова.
С 2006 года работает в МГИМО на научно-исследовательской, преподавательской и административной работе.
Женат, воспитывает четырёх дочерей. Жена, Мария Сергеевна Сушенцова, к.экон.н., доцент Департамента теоретической экономики Высшей школы экономики.

## Профессиональный опыт
- 2006–2012 гг. — преподаватель кафедры прикладного анализа международных проблем МГИМО.
- 2012–2014 гг. — старший преподаватель кафедры прикладного анализа международных проблем МГИМО.
- с 2014 г. — доцент кафедры прикладного анализа международных проблем МГИМО.
- 2014–2024 гг. — программный директор Международного дискуссионного клуба «Валдай».
- 2019–2021 гг. — директор Института международных исследований МГИМО.
- с 2021 г. — декан Факультета международных отношений МГИМО.

Преподаёт курсы: «Внешнеполитический процесс и формирование внешней политики», «Анализ международных ситуаций», «Актуальные проблемы международной безопасности», «Foundations of Russian Foreign Policy» (на английском).
Участвовал в аналитических проектах по внешней политике США, конфликтам в Закавказье, на Украине, на Ближнем и Среднем Востоке. Выполнял заказы для Администрации Президента РФ, аппарата Совета Безопасности, Министерства иностранных дел, Федерального космического агентства, Государственной корпорации «Росатом» и др.
Был приглашённым исследователем и лектором в университетах и исследовательских центрах Армении, Белоруссии, Великобритании, Ирана, Италии, Китая, США и др., включая: Джорджтаунский университет, Университет Джонса Хопкинса, Свободный университет международных исследований им. Гуидо Карли, Китайский народный университет, Центр Карнеги, Гарвардский университет, Йельский университет, Центр национальных интересов, Мидлберийский институт международных исследований, Российско-Армянский университет, Тегеранский университет.
Руководитель и исполнитель грантовых научных проектов Правительства РФ, Российского научного фонда, Российского фонда фундаментальных исследований и других.

## Основные монографии
- Малые войны США. Политическая стратегия США в конфликтах в Афганистане и Ираке в 2000-2010-х годах / Отв. ред. Богатуров А. Д. — М.: Аспект Пресс, 2014. — 272 с.
- Очерки политики США в региональных конфликтах 2000-х годов / Отв. ред. Богатуров А. Д. — М.: МГИМО, 2014. — 264 с.
- Россия и мир в 2020 году. Контуры тревожного будущего / под ред. Безрукова А. О., Сушенцова А. А. — М.: ЭКСМО, 2015. — 382 с.
- Украинский кризис: международное соперничество и пределы прочности государства / под ред. Сушенцова А. А., Силаева Н. Ю. — М.: «Весь мир», 2020. — 280 с.
- Стратегии союзничества в современном мире: военно-дипломатический инструментарий международно-политической конкуренции / Отв. ред. Истомин И. А., Силаев Н. Ю., Сушенцов А. А. — М.: МГИМО МИД России, 2021. — 371 с.

## Награды
- 2024 — Медаль ордена «За заслуги перед Отечеством» II степени
- 2021 — лауреат Research Excellence Award Russia («Социальные науки»)
- 2019 — благодарность МИД России
- 2019 — благодарность Совета Безопасности РФ
- 2014 — участник лонг-листа премии «Общественная мысль»
- 2013 — лауреат премии РАПН за лучшую учебную работу (в составе коллектива)
- 2013 — лауреат конкурса РСМД «Глобальные перспективы»
- 2012 — лауреат конкурса РСМД «Глобальные перспективы»
- 2008 — лауреат премии РАПН за лучшую научную работу (в составе коллектива)

## Санкции
С 9 июня 2022 года находится под персональными санкциями Украины за поддержку военного вторжения на Украину.  22 сентября 2023 года включён в санкционный список Канады.